# Хоби HD
Хоби HD е български телевизионен канал.
Профилът на медията е развлекателен. Каналът е част от мрежата на Булсатком и Поларис. Телевизията има специализиран профил - лов, риболов, домашни любимци, авто-мото, моделизъм, екстремни и други хобита. Често се бърка с Хоби ТВ, която е с много близка програмна схема.